# Brentwoodi egyházmegye
A Brentwoodi egyházmegye (latinul: Dioecesis Brentvoodensis) a római katolikus egyház latin egyházmegyéje Angliában. Az egyházmegye a Westminsteri főegyházmegye szuffragán egyházmegyéje.

## Áttekintés
Az egyházmegye a hagyományos Essex megyét foglalja magában, egy 3959 km2-es területen, amely magában foglalja a nem nagyvárosi Essex megyét, Southend-on-Sea és Thurrock egységes hatóságait, valamint a londoni Barking & Dagenham, Havering, Newham, Redbridge és Waltham Forest kerületeket, amelyek megegyeznek az Essexcaneries és a történelmi Anglicanocess of the boundicaneries városokkal. A tenger Brentwood városában található, ahol a székesegyház, a Szűz Mária és Szent Ilona-katedrális található. 82 plébániája van, ezek közül 47 plébánia van Londonban; Havering (11), Barking és Dagenham (6), Redbridge (11), Waltham Forest (8), Newham (11).

## Történelem
Az egyházmegyét 1917. július 20-án alapították a Westminsteri főegyházmegye területéből való leválasztással. A jelenlegi püspök Alan Williams, Brentwood hetedik püspöke.

## Püspökök
- Bernard Nicholas Ward (1917. július 20-án nevezték ki – hivatalában 1920. január 21-én halt meg)
- Arthur Doubleday (1920. május 7-én nevezték ki – hivatalában 1951. január 23-án halt meg)
- George Andrew Beck A.A. (1951. január 23-án sikerült – 1955. november 28-án fordították le a Salfordi Egyházmegyének)
- Bernard Patrick Wall (1955. november 30-án nevezték ki – 1969. április 14-én vonult nyugdíjba)
- Patrick Joseph Casey (1969. december 2-án nevezték ki – 1979. december 12-én mondott le)
- Thomas McMahon (1980. június 16-án nevezték ki – 2014. április 14-én mondott le)
- Alan Williams (hivatalban, 2014. április 14-én nevezték ki)

### Koadjutor püspökök
- George Andrew Beck A.A. (1948-1951)

### Ennek az egyházmegyének a többi papja, akik püspökké váltak
- Hugh Christopher Buddot 1985-ben nevezték ki Plymouth püspökévé
- Brian Charles Foleyt 1962-ben nevezték ki Lancaster püspökévé
- John Carmel Heenan, 1951-ben Leeds püspökévé nevezték ki; leendő bíboros
- John Edward Petit, 1947-ben a walesi Menevia püspökévé nevezték ki

## Szomszédos egyházmegyék
- Westminsteri főegyházmegye (nyugat)
- Kelet-angliai egyházmegye (észak)
- Southwarki főegyházmegye (dél)

## Fordítás
Ez a szócikk részben vagy egészben  a   Roman Catholic Diocese of Brentwood című angol Wikipédia-szócikk ezen változatának fordításán alapul.  Az eredeti cikk szerkesztőit annak laptörténete sorolja fel. Ez a jelzés csupán a megfogalmazás eredetét és a szerzői jogokat jelzi, nem szolgál a cikkben szereplő információk forrásmegjelöléseként.